# Гуманитарные последствия войны в Грузии (2008)
Гуманитарные последствия войны в Грузии в августе 2008 года включают гибель мирных жителей, массовые переселения (десятки тысяч человек были вынуждены покинуть свои дома), в ходе боевых действий многие населённые пункты подверглись разрушениям.

## Разрушения

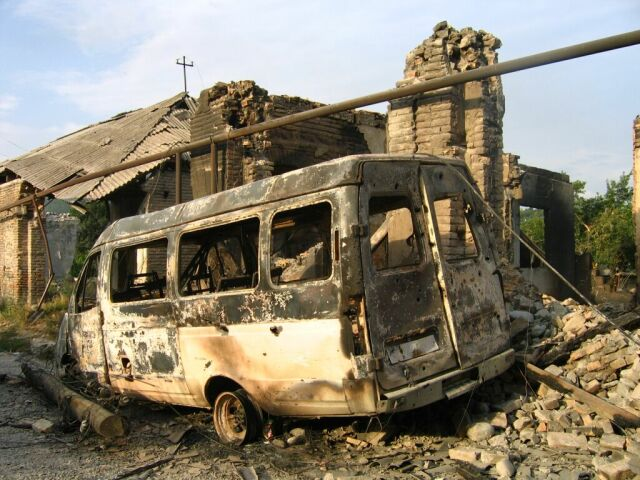
Цхинвал после артиллерийских ударов

### Южная Осетия
По информации оперативного штаба по оказанию гуманитарной помощи Южной Осетии от 14 августа, в республике необходимо восстановить 1 500 опор линий электропередачи, отремонтировать в многоэтажных домах Цхинвали 750 тысяч квадратных метров жилья, в частном секторе — 7 тысяч.
17 августа глава администрации Цхинвальского района Инал Пухаев заявил, что разрушены практически все села Цхинвальского района. При этом наибольший ущерб причинён сёлам Прис, Дменис, Хетагурово, Сатикар, где разрушены и повреждены более 300 домов, почти полностью разрушено село Сарабук.

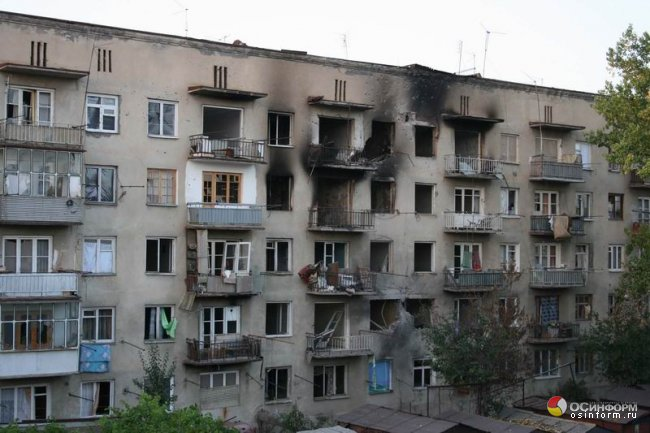
Жилое здание в Цхинвале после артиллерийских ударов 8 августа 2008 года

В августе заместитель министра регионального развития РФ Владимир Бланк заявил, что каждое десятое здание в Цхинвале не подлежит восстановлению, а 20 % получили повреждения различной степени, позже мэр Цхинвала Роберт Гулиев оценил разрушения гораздо выше, заявив, что в городе повреждено 80 % зданий.
По словам министра культуры Южной Осетии Тамерлана Дзудцова, результатом боёв в Цхинвале стал значительный ущерб его культурным ценностям: по его словам, в городе полностью сгорел дом-музей учёного-лингвиста Васо Абаева, был повреждён памятник Абаеву. Сгорели многие деревянные дома с вековой историей в восточной части города (бывшей зоной-заповедником), сгорел органный зал вместе с органом; повреждены концертный зал, Осетинский драматический театр, национальная библиотека, церковь Святого Георгия, построенная в VIII веке; сгорело здание картинной галереи Цхинвала. Были повреждены Мемориальное кладбище жертв войны 1991—1992 годов, церковь в 700 метрах к юго-востоку от села Нижний, комплекс жилых зданий в районе Театральной площади. Разрушены кварталы исторической застройки, административное здание парламента, здание университета. Заявлялось о разрушении еврейского квартала Цхинвала и повреждения местной синагоги из-за прицельного обстрела; однако этот квартал был заброшен ещё после войны 1991—1992 годов.
Согласно отчёту исследования спутниковых снимков UNOSAT, к 19 августа в Цхинвали было разрушено 175 зданий и сильно повреждено 55, что составило примерно 5% от общего числа строений.

### Подконтрольные Грузии территории

#### На территориях, перешедших под контроль Абхазии и Южной Осетии
После войны фактически перестали существовать многие ранее подконтрольные Грузии сёла, оказавшиеся на территориях, перешедших под управление осетинских властей. Правозащитный центр «Мемориал» сообщал, что грузинские сёла Южной Осетии Кехви, Курта, Ачабети, Тамарашени, Эредви, Уанат, Авневи были практически полностью сожжены, HRW привели отчёт исследования спутниковых снимков UNOSAT, согласно которому: 
| На 22 авг.                                             | Сёла       | Сёла          | Сёла         | Сёла  | Сёла  | Сёла    | Сёла     |       | Всего   |
| На 22 авг.                                             | Тамарашени | Квемо Ачабети | Земо Ачабети | Курта | Кехви | Кемерти | Дзарцеми |       | Всего   |
| ------------------------------------------------------ | ---------- | ------------- | ------------ | ----- | ----- | ------- | -------- | ----- | ------- |
| Разрушено                                              | 177        | 87            | 56           | 123   | 109   | 58      | 29       |       | 462+177 |
| Повреждено                                             | 177        | 28            | 21           | 21    | 44    | 20      | 10       | 144   |         |
| Всего                                                  | 177        | 115           | 77           | 144   | 153   | 78      | 39       | 783   |         |
| Процент разрушенных и значительно повреждённых зданий: |            |               |              |       |       |         |          |       |         |
| на 19 авг.                                             | 51%        | 52%           | 42%          | 43%   | 44%   | 31%     | 15%      | 39,4% |         |
| на 22 авг.                                             | Почти 100% |               |              |       |       |         |          |       |         |

Уничтожение грузинских сёл было подтверждено свидетельствами множества журналистов и представителей правозащитных организаций, также факт уничтожения сёл подтвердил в интервью газете «Коммерсант» Эдуард Кокойты. В 2022 году факт проведения этнических чисток и массового выселения грузин из Южной Осетии был подтверждён Международным уголовным судом, по итогу рассмотрения дела осудившим трёх югоосетинских чиновников.

#### На территориях, оставшихся под контролем Грузии
В ходе боёв значительно пострадали город Гори (бои в Гори) и Поти (бои в Поти).
В результате российских авиаударов по селу Никози был значительно повреждён Никозский собор, были полностью разрушены некоторые прилежащие к нему постройки.
Согласно публикации Новой Газеты, из-за бездействия российских военных было практически уничтожено село Эргнети — из 150 домов мародёрами были сожжены около 90 %, также были убиты пятеро местных жителей.
В 2021 году Большая палата ЕСПЧ по делу № 38263/08 признала, что Россия после завершения войны осуществляла фактический контроль над «буферной зоной» (включавшей город Гори) в период с 12 августа 2008 года и до официального вывода российских войск, и потому события, произошедшие после прекращения активных боевых действий, подпадают под юрисдикцию Российской Федерации; при этом претензии за произошедшие в период с 8 по 12 августа события на тот момент были признаны недостаточно обоснованными.

## Беженцы
15 августа 2008 года представитель Верховного комиссара ООН по делам беженцев Рон Редмонд, основываясь на информации от властей России и Грузии, заявил, что в результате конфликта 118 тысяч человек покинули свои дома. Согласно отчёту международной неправительственной организацией «Кризисная группа», Около 20 000 этнических грузин вынуждены были бежать из Южной Осетии, на южноосетинской территории остались только 2500 грузин из отдалённого района Ахалгори и несколько сотен человек (в основном из смешанных осетино-грузинских семей) в Знаурском и Джавском районах.

При этом Интерфакс заявлял о случае обстрела беженцев, направлявшихся из Южной Осетии во Владикавказ.

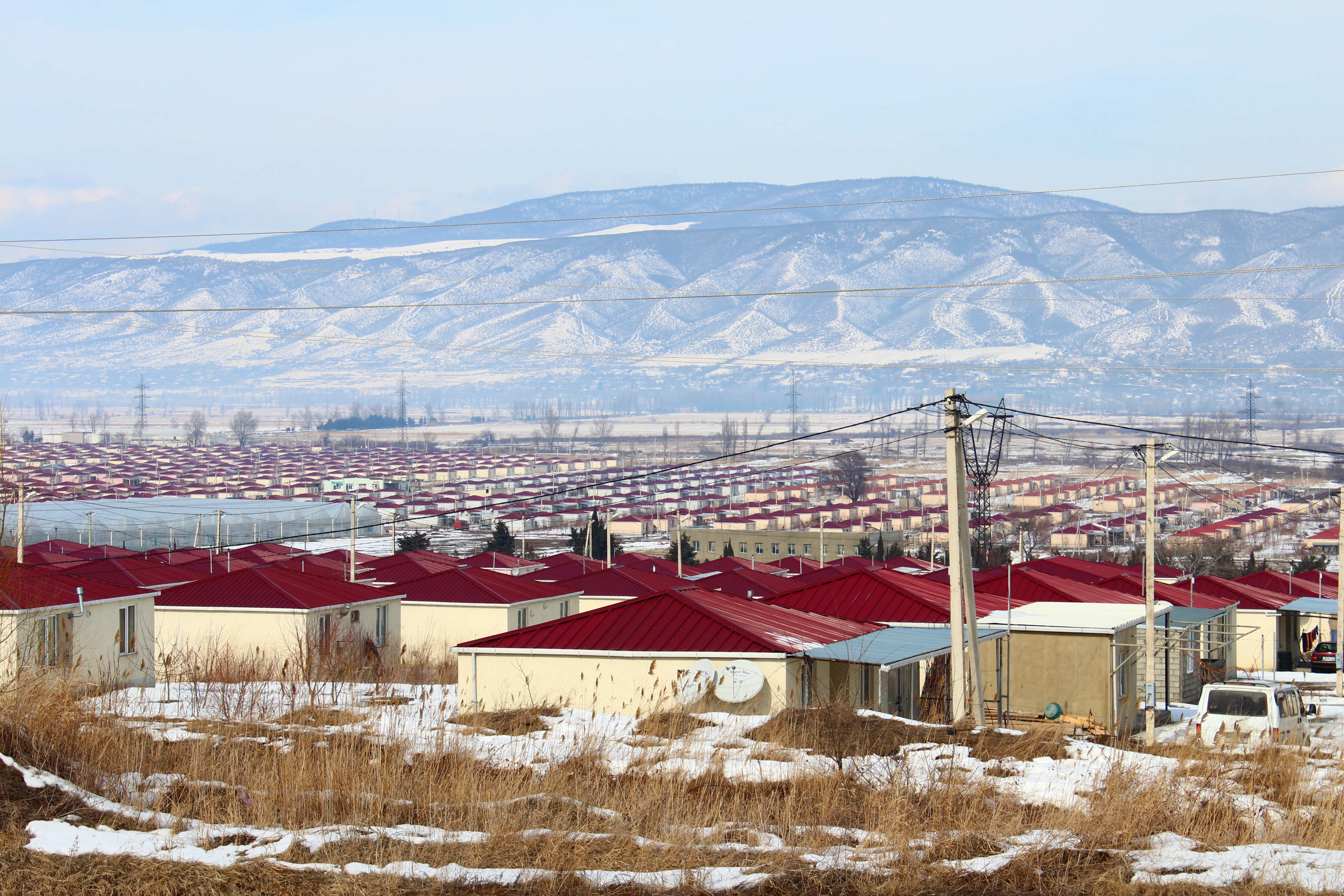
Лагерь беженцев в Церовани

#### На территории Грузии
За 10 лет после войны грузинские власти с помощью грантов Евросоюза и США построили пять посёлков на 18 тысяч этнических грузин, бежавших с занятых осетинскими и российскими войсками территорий. Однако на тот момент не все переселенцы получили свое жильё. В частности в Церовани был построен посёлок для беженцев-грузин, на 2015 год здесь жили 1954 семьи (6433 человека).
В посёлке Хурвалети (Горийский район) был организован лагерь для южноосетинских беженцев, однако его жители в 2010 году жаловались на условия проживания в лагере.
Беженцам в 2008 году (кроме предоставления временного жилья) правительство Грузии выдавало 10 тыс. долларов компенсации; в то же время не покинувшие территорию ЮО грузины не получили компенсаций от правительства Грузии, однако продолжают получать грузинские пенсии.

#### На территории России
По сообщению РИА Новости, на 11 августа республику покинули более 34 тысячи беженцев. Согласно заявлениям ответственного за оборону Цхинвали А. Баранкевича, премьер ЮО Ю. Морозов с 1 по 7 августа вывез с города около 35 тыс. гражданского населения (что примерно соответствовало числу жителей города на тот момент), чему, по его словам, противился президент ЮО Э. Кокойты. По оценкам бывшего советника президента России Андрея Илларионова, с территории Южной Осетии перед началом боёв было эвакуировано в Россию более 20 тыс. жителей, что он оценил как около 90 % населения зоны потенциальных боевых действий.
На 14 августа 2008 года на территории Южного федерального округа России официально зарегистрировано около 17 тысяч беженцев из Южной Осетии. В 51 пункте временного размещения находилось более 5 тысяч человек, из них 1828 детей. Глава МИД Франции Бернар Кушнер, посетив лагерь беженцев из Южной Осетии во Владикавказе, заявил: «Впечатление самое удручающее. Иначе и быть не может, когда видишь беженцев. Я думаю, через что они прошли, попав сюда, перенесли столько страданий, некоторые потеряли близких».

## Гуманитарная помощь

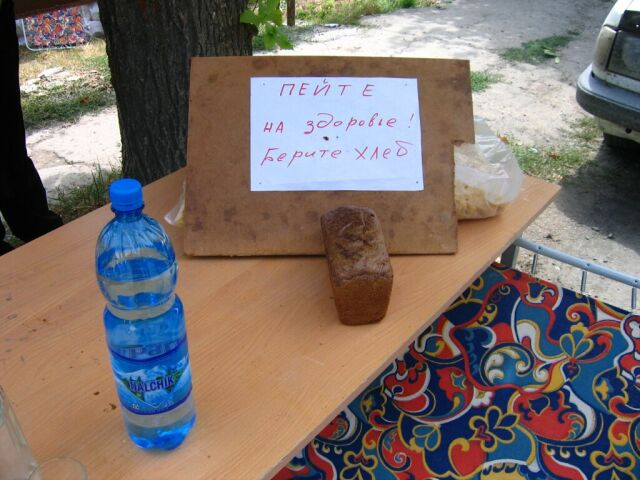
Цхинвал

### Помощь жителям Южной Осетии
В российских регионах были организованы мероприятия по оказанию помощи беженцам из Южной Осетии.
- В Башкирии был создан штаб для оказания помощи пострадавшим. Предприятия Башкирии передали топливо, строиматериалы, пищу, бутилированную воду, министерство здравоохранения республики — запас медикаментов. Жители республики передали в башкирское республиканское отделение «Российского красного креста» деньги, теплые вещи, игрушки. Башкирия готова принять осетинских беженцев[36].
- Из Дагестана было отправлено 150 тонн груза (продукты питания, медикаменты, предметы первой необходимости), кроме того, 50 тонн отправлено администрацией Махачкалы и 70 тонн администрацией Хасавюрта. Жители Хасавюрта направили 14 тонн картофеля, три тонны моркови, шесть тонн лука и две тонны сыра. Несколько сотен беженцев было размещено в оздоровительных центрах республики. По данным министерства здравоохранения Дагестана от 28 августа, было проведено медицинское обследование 366 человек (в том числе более двухсот детей), у половины осмотренных детей замечены явления невроза, у 80 % взрослых — астено-невротический синдром[37].
- Костромская область направила пострадавшим 3,5 млн рублей и три фуры гуманитарной помощи[38].
- В Москве собрано более 40 тонн гуманитарной помощи (свыше 75 тысяч единиц одежды, 4,6 тыс. пар обуви, 40,9 тыс. предметов санитарной гигиены)[39].
- В Красноярском крае в акции по оказанию помощи приняли участие более 2,5 тысяч жителей, из них около 700 человек зарегистрировались, остальные пожелали остаться неизвестными. На 25 августа собрано 70 тонн вещей[40].
- Из Ханты-Мансийского автономного округа направлено около 220 тонн гуманитарного груза. Более 35 тысяч жителей Югры оказали помощь жителям Южной Осетии. От населения поступило 8,8 млн руб. и 10 млн руб. от правительства округа. В медицинских учреждениях было подготовлено 300 мест для приёма пострадавших[41].
- 29 августа из Воронежа в Цхинвал было отправлено около 60 тонн гуманитарного груза. Глава осетинской диаспоры в Воронежской области Урузмаг Бестаев высоко оценил помощь жителей области[42] .

29 августа Цхинвал посетила спортсменка Алина Кабаева, которая привезла для Цхинвальского спортивного интерната гимнастические ковры и выступила с предложением построить в Южной Осетии спортивный комплекс. К 2013 году стадион действительно был построен, но почти не использовался.
По словам бывшего секретаря совбеза ЮО Анатолия Баранкевича (в августе 2008 года ответственного за распределение гуманитарной помощи), распределение и поступление помощи были организованы катастрофически плохо; также к скорому уходу Баранкевича с поста привёл его конфликт с исполняющим обязанности председателя правительства Борисом Чочиевым (тот отказался выплачивать зарплаты нанятым Баранкевичем на раздачу гумпомощи казакам).

### Помощь жителям Абхазии

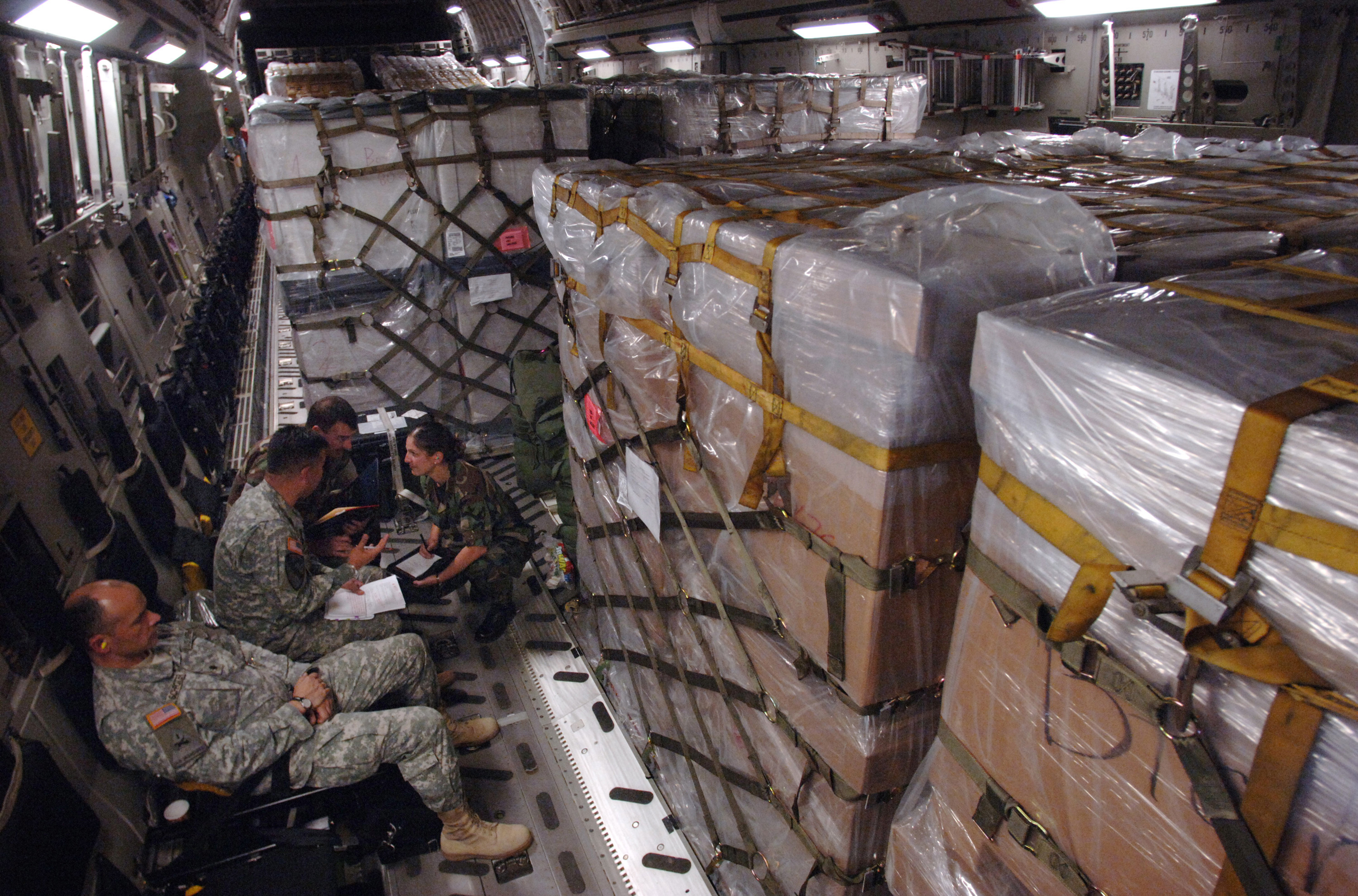
Гуманитарный груз США на авиабазе Рамштайн

### Помощь жителям подконтрольных Грузии территорий

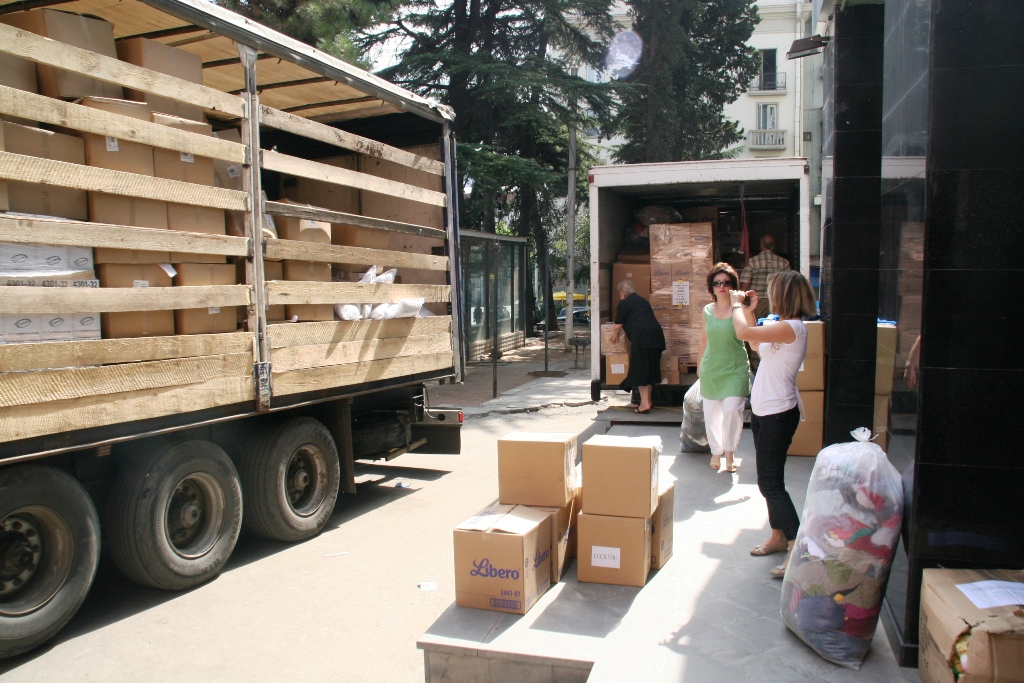
Разгрузка гуманитарной помощи из Эстонии

В ходе войны США бесплатно поставили Грузии партию медоборудования и медикаментов на сумму 1 миллион долларов; 13 августа 2008 года гуманитарный груз достиг авиабазы Рамштайн, а 14 августа направлялся воздухом в Грузию. О выделении такой же суммы на создание полевого госпиталя в Гори заявляла Норвегия.
В 2009 США доставили в Грузию гуманитарный груз (медикаменты и диагностическое оборудование) на 7,2 миллиона долларов.
К июню 2010 США выделили на восстановление экономики Грузии 4,5 млрд долларов (ориентировочно по 1200 долларов на человека).

## Восстановительные работы

### Южная Осетия
По словам Анатолия Баранкевича, в 2008 году по развитию и восстановлению Южной Осетии были составлены план-график первоочередных мероприятий на год и комплексный план восстановления и развития на 2009—2011 годы. Но он отмечал, что в этом плане не было ни одной позиции ни по производству, ни по сельскому хозяйству: только школы, детсады, здравоохранение, жилье, энергетика. Его настораживало, что ни в сельском хозяйстве, ни в производстве не создавалось ни одного рабочего места.
29 августа первый заместитель главы МЧС России Руслан Цаликов заявил, что в Южной Осетии работают более двух тысяч строителей, а в Цхинвале восстановлены все системы жизнеобеспечения. В тот же день замминистра здравоохранения и соцразвития РФ Максим Топилин заявил, что к концу года будут восстановлены и укомплектованы 16 медицинских и социальных учреждений (станция Скорой помощи, больница, дом престарелых, роддом, школы). По его словам, в городской больнице уже развернуто около 100 коек, восстановлена работа аптечных пунктов, идёт подготовка школ к учебному году.
30 августа министр образования и науки России Андрей Фурсенко сказал, что из 55 южноосетинских школ к началу учебного года готовы 49, остальным нужен капитальный ремонт. Президент Дмитрий Медведев поручил ему следить за тем, чтобы дети из Южной Осетии могли учиться также и в других местах (в частности, в Северной Осетии). 19 сентября в селе Гуфта была открыта средняя школа на 50 учеников, построенная подрядными организациями Минобороны России. Однако, по словам А. Баранкевича, к декабрю 2008 года почти ни одна из новых школ не отапливалась.
К июню 2010 Россия выделила на восстановление экономики Южной Осетии 840 млн долларов (ориентировочно по 28 тыс. долларов на человека). В то же время, по результатам проверки Счетной палаты РФ на конец 2008 года, из выделенных к тому времени на восстановление ЮО 55 млн долларов дошло до республики только 15 миллионов. Из них было потрачено на восстановление лишь 1,4 миллиона долларов. К концу 2008 года было восстановлено лишь 8 из запланированных 111 объектов. Основные деньги начали поступать в республику лишь в августе (после назначения из России нового премьер-министра Вадима Бровцева); Из 10 миллиардов рублей, которые Россия должна была перечислить в ЮО за 2008 и 2009 годы, в республику дошли 8,5 миллиарда рублей. Из этой суммы миллиард был выделен на восстановление частного жилого сектора (должно было хватить на восстановление 400 домов), однако когда руководитель Госкомитета по восстановлению ЮО Зураб Кабисов отчитался, оказалось, что к весне 2009 года деньги уже кончились, а восстановили только 102 дома.
По информации «Кавказского узла», к 2010 году в Южной Осетии было полностью остановлено строительство жилого фонда (не было средств на его восстановление); в то же время от жителей Цхинвала поступали жалобы на качество возведённых в городе новых домов, а также школ, больниц и детских садов. Бюджет ЮО вырос с 87 миллионов долларов в 2009-м до 140 миллионов в 2010 году, однако он на 98,7 % состоял из российских дотаций. Были восстановлены 385 административных зданий, школы, детские сады, цхинвальский госпиталь, но частный жилой сектор по-прежнему оставался в руинах.
По словам президента Южной Осетии Леонида Тибилова, были «разбазарены» почти все средства, поступившие в ЮО с 2008 по 2012 год, до его прихода, при этом на 2013 год восстановление республики «ещё только начиналось»: с 2008 года не было введено ни одного нового предприятия либо завода.
К 2018 году Россия выделила Осетии более 50 миллиардов рублей (790 млн долларов по курсу на 2018 год), однако многие дома так и оставались невосстановленными. При этом выросла доля пополнения бюджета силами самой республики, достигнув 13,5 % (в 2008 году, сразу после войны, бюджет на 99 % пополнялся из России).